# سوسن خندان
سوسن خندان (نام علمی: Albuca) نام یک سرده از زیرخانواده نجم‌آبیان است.